# Нидхэм, Ричард, 6-й граф Килмори
Ричард Фрэнсис Нидхэм, 6-й граф Килмори, также известный как сэр Ричард Нидхэм (англ. Richard Francis Needham, 6th Earl of Kilmorey; родился 29 января 1942) — британский аристократ и консервативный политик. Депутат парламента с 1979 по 1997 год, он занимал должность заместителя министра по делам Северной Ирландии с 1985 по 1992 год и государственного министра торговли с 1992 по 1995 год. С января 1961 по апрель 1977 года он носил титул учтивости — виконт Ньюри и Морн.

## Ранняя жизнь
Родился 29 января 1942 года. Старший из трёх сыновей Фрэнсиса Нидхэма, 5-го графа Килмори (1915—1977), от брака с Хелен Бриджит Фодел-Филлипс (1918—2010), дочерью сэра Лайонела Фодела-Филлипса, 3-го баронета (1877—1941). Он получил образование в Итоне. Когда его отец стал 5-м графом Килмори в январе 1961 года, Ричард получил право использовать титул учтивости — виконт Ньюри и Морн, известный для краткости как лорд Ньюри. Ричард унаследовал титул 6-го графа Килмори в апреле 1977 года.

## Политическая карьера
Ричард Нидхэм был членом совета графства Сомерсет с 1967 по 1974 год. В 1974 году он безуспешно баллотировался в парламент от безопасных лейбористских мест Понтефракта и Каслфорда на февральских парламентских выборах, а затем также потерпел поражение на более маргинальном Грейвсенде в октябре. Он унаследовал титул графа от своего отца в 1977 году. Он был ирландски пэром и не имел права заседать в Палате лордов Великобритании. На парламентских выборах 1979 года он был избран в качестве члена парламента от Чиппенхэма в Уилтшире. Он был одним из «уилтширских мокрецов», консервативных депутатов округа, которые выразили озабоченность по поводу предполагаемой потери рабочих мест в результате «монетаристской» политики Маргарет Тэтчер. В 1990 году он назвал Тэтчер «коровой» в утечке телефонного разговора со своей женой . Его избирательный округ был упразднен на парламентских выборах 1983 года, когда он был возвращен в Палату общин по избирательному округу новый Северный Уилтшир. Он занимал это место, пока не ушел из парламента на парламентских выборах 1997 года.

## В правительстве
Ричард Нидхэм был парламентским личным секретарём министра по делам Северной Ирландии Джеймса Прайора с 1983 по 1984 год и министра окружающей среды Патрика Дженкинас 1984 по 1985 год. Он служил при Маргарет Тэтчер, а затем Джоне Мейджоре в качестве заместителя министра по делам Северной Ирландии в период с 1985 по 1992 год и при Мейджоре в качестве государственного министра торговли в период с 1992 по 1995 год и сыграл важную роль в преобразовании экономической базы Северной Ирландии и экспортной стратегии Великобритании под руководством Майкла Хеселтайна. Он был самым продолжительным министром Северной Ирландии в британском правительстве.
Лорд Килмори написал две книги: «Почетный член» и «Борьба за мир: самый продолжительный британский министр Северной Ирландии» (1999); рассказ о его годах в Северной Ирландии и его вкладе в мир.

## Награды
Лорд Килмори имеет почетную степень доктора права Ольстерского университета. Один из основателей Британо-японской группы 21-го века, он был назначен членом ордена Восходящего Солнца, Золотой и Серебряной звезды, императором Японии. В 1994 году он стал тайным советником, а в 1997 году был посвящен в рыцари.

## Личная жизнь
5 июня 1965 года лорд Нидхэм женился на Сигрид Тиссен-Гайрднер, дочери Эрнста Тиссена. У них трое детей:
- Роберт Фрэнсис Джон Нидхэм, виконт Ньюри и Морн (род. 30 мая 1966), женат с 1991 года на Лоре Мэри Тргаскис, от которой у него было двое детей
- Достопочтенный Эндрю Фрэнсис Нидхэм (род. 7 марта 1969), с 1997 года женат на Линдси Стивенсон, от брака с которой у него было трое детей
- Леди Кристина Клэр Нидхэм (род. 2 сентября 1977), муж с 2003 года Колин Харрингтон, от брака с которым у неё родилась одна дочь.

Хотя Ричард Нидхэм унаследовал графство Килмори и виконтство Ньюри и Морн после смерти своего отца в 1977 году, он не обращался в Палату лордов с официальным заявлением о престолонаследии до октября 2012 года. Согласно его биографии, он решил не использовать титул, поскольку он не унаследовал никаких денег с ним. Поместье Нидхэм, известное как Морн-Парк, находится недалеко от Килкила в графстве Даун в Северной Ирландии, но титул и поместье были разделены, когда пятый граф Килмори унаследовал титул, но решил жить в Англии. Поместье Нидхэм или Морн-Парк в настоящее время принадлежит семье Энли, потомкам 4-го графа Килмори. 18 мая 2013 года дом сильно пострадал от пожара.